# Saint-Jean-de-Bassel
Saint-Jean-de-Bassel és un municipi francès, situat al departament del Mosel·la i a la regió del Gran Est. L'any 2007 tenia 344 habitants.

## Demografia

### Població
El 2007 la població de fet de Saint-Jean-de-Bassel era de 344 persones. Hi havia 78 famílies, de les quals 16 eren unipersonals (8 homes vivint sols i 8 dones vivint soles), 25 parelles sense fills, 33 parelles amb fills i 4 famílies monoparentals amb fills.
La població ha evolucionat segons el següent gràfic:
Habitants censats

### Habitatges
El 2007 hi havia 84 habitatges, 78 eren l'habitatge principal de la família, 3 eren segones residències i 3 estaven desocupats. 76 eren cases i 8 eren apartaments. Dels 78 habitatges principals, 66 estaven ocupats pels seus propietaris, 10 estaven llogats i ocupats pels llogaters i 2 estaven cedits a títol gratuït; 3 tenien dues cambres, 5 en tenien tres, 23 en tenien quatre i 47 en tenien cinc o més. 69 habitatges disposaven pel capbaix d'una plaça de pàrquing. A 30 habitatges hi havia un automòbil i a 37 n'hi havia dos o més.

### Piràmide de població
La piràmide de població per edats i sexe el 2009 era:
| Homes | Edats   | Dones |
| ----- | ------- | ----- |
| 0     | 95 o +  | 12    |
| 0     | 90 a 94 | 8     |
| 4     | 85 a 89 | 48    |
| 0     | 80 a 84 | 24    |
| 0     | 75 a 79 | 28    |
| 8     | 70 a 74 | 12    |
| 4     | 65 a 69 | 20    |
| 12    | 60 a 64 | 12    |
| 0     | 55 a 59 | 12    |
| 8     | 50 a 54 | 24    |
| 0     | 45 a 49 | 0     |
| 12    | 40 a 44 | 4     |
| 8     | 35 a 39 | 16    |
| 4     | 30 a 34 | 0     |
| 4     | 25 a 29 | 4     |
| 0     | 20 a 24 | 4     |
| 0     | 15 a 19 | 0     |
| 4     | 10 a 14 | 8     |
| 0     | 5 a 9   | 8     |
| 4     | 0 a 4   | 8     |

## Economia
El 2007 la població en edat de treballar era de 144 persones, 93 eren actives i 51 eren inactives. De les 93 persones actives 88 estaven ocupades (43 homes i 45 dones) i 5 estaven aturades (2 homes i 3 dones). De les 51 persones inactives 15 estaven jubilades, 11 estaven estudiant i 25 estaven classificades com a «altres inactius».

### Ingressos
El 2009 a Saint-Jean-de-Bassel hi havia 76 unitats fiscals que integraven 204 persones, la mediana anual d'ingressos fiscals per persona era de 16.563,5 €.

### Activitats econòmiques
Dels 4 establiments que hi havia el 2007, 1 era d'una empresa de comerç i reparació d'automòbils, 1 d'una empresa de transport, 1 d'una empresa de serveis i 1 d'una entitat de l'administració pública.
L'any 2000 a Saint-Jean-de-Bassel hi havia 3 explotacions agrícoles.

## Poblacions més properes
El següent diagrama mostra les poblacions més properes.